# Barbara Underhill
Barbara „Barb“ Ann Underhill (* 24. Juni 1963 in Oshawa, Ontario) ist eine ehemalige kanadische Eiskunstläuferin, die im Paarlauf startete.
Ihr Partner war Paul Martini. Mit ihm wurde sie 1978 Juniorenweltmeisterin. In den Jahren 1979 bis 1983 gewannen sie die kanadischen Meisterschaften. Ihr Weltmeisterschaftsdebüt hatten sie 1979 und beendeten es auf dem elften Platz. Ihr erster Medaillengewinn gelang ihnen bei ihrer fünften Weltmeisterschaftsteilnahme 1983 in Helsinki. Dort gewannen sie die Bronzemedaille hinter Jelena Walowa und Oleg Wassiljew aus der Sowjetunion sowie Sabine Baeß und Tassilo Thierbach aus der DDR. Ihren größten Erfolg feierten Underhill und Martini ein Jahr später bei der Weltmeisterschaft im heimischen Ottawa mit dem Gewinn der Goldmedaille. Es war der erste WM-Titel für ein kanadisches Paar seit Maria und Otto Jelinek 1962. Daraufhin beendeten sie ihre Amateurkarriere.
Underhill und Martini bestritten zwei Olympische Winterspiele, konnten aber keine Medaille erringen. 1980 in Lake Placid wurden sie Neunte und 1984 in Sarajevo belegten sie den siebten Platz.
Bei den Profis errangen Underhill und Martini unter anderem 7× den Sieg bei den World Professional Championships, 2× den Sieg bei den US Open und 2× den Sieg bei den Legends Championships.
Insgesamt gewannen sie in ihrer 21 Jahre andauernden gemeinsamen Profikarriere 26 Gold-, 4 Silber- und 5 Bronzemedaillen.
Im April 1998 beendeten sie ihre gemeinsame Laufbahn mit einer Abschiedsshow, bei der viele berühmte Eiskunstläuferinnen- und Läufer zu Gast waren.
Seitdem arbeitete sie in den 1990ern für die Fernsehsender TSN, CTV und CBC als Kommentatorin.
Am 29. Mai 1993 ertrank ihre damals erst acht Monate alte Tochter Stephanie im hauseigenen Schwimmbecken. Daraufhin gründete sie mit ihrem Mann Rick Gaetz 1998 die Stephanie Gaetz Keepsafe Foundation – eine Stiftung, die sich dem Schutz von Kindern vor Kindheitsunfällen verschrieben hat.

## Ergebnisse

### Paarlauf
(mit Paul Martini)
| Wettbewerb / Jahr           | 1978 | 1979 | 1980 | 1981 | 1982 | 1983 | 1984 |
| --------------------------- | ---- | ---- | ---- | ---- | ---- | ---- | ---- |
| Olympische Winterspiele     |      |      | 9.   |      |      |      | 7.   |
| Weltmeisterschaften         |      | 11.  | 11.  | 7.   | 4.   | 3.   | 1.   |
| Juniorenweltmeisterschaften | 1.   |      |      |      |      |      |      |
| Kanadische Meisterschaften  | 1. J | 1.   | 1.   | 1.   | 1.   | 1.   |      |

- J = Junioren